# Reichsmarschall

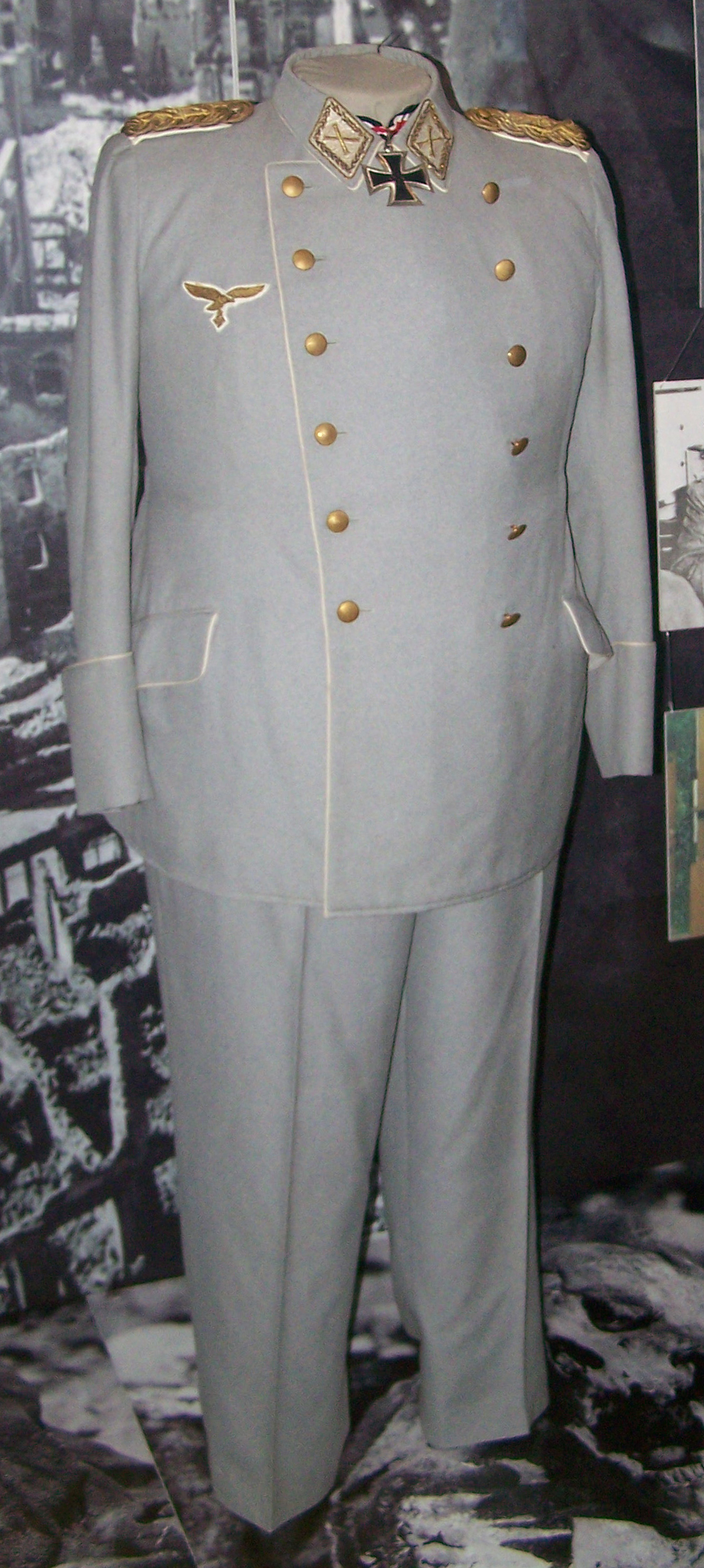
Uniforme original do Reichsmarschall Hermann Göring exposto no Museu da Luftwaffe em Berlim.

Reichsmarschall (Marechal do Reino) foi a mais alta patente das Forças Armadas do Sacro Império Romano-Germânico e da Alemanha Nazista. Durante a Segunda Guerra Mundial a patente foi usada pelo segundo homem na hierarquia da nação, Hermann Göring.
A patente de Reichsmarschall foi criada originalmente na Alemanha antes do século XII, após o domínio do Império Romano na região. Historicamente, este título nunca teve a importância que viria a ter no regime nazista. Durante o Império dos Kaisers e na I Guerra Mundial, nenhum oficial militar alemão ostentou este título.
Em 1940, no começo da II Guerra Mundial, Hermann Goering, o comandante da Luftwaffe alemã e segundo homem da hierarquia do poder nazista, recebeu esta patente outorgada pelo Führer Adolf Hitler. Ele a recebeu para que ficasse bem estabelecida a sua posição sobre todos os demais oficiais alemães da Wehrmacht, o conjunto das forças armadas. Hitler tinha escolhido Göring como seu sucessor e a promoção deixava clara a linha de sucessão a ser seguida pelos militares e políticos, em caso de morte do Führer. 
Ironicamente, após o suicídio de Hitler nos últimos dias de guerra, quando Göring já havia sido acusado de traição por ele, preso e condenado à morte — que não se concretizou — o sucessor de Hitler foi o Grão Almirante Karl Dönitz, Comandante da Marinha de Guerra Alemã.